# Município de Ballville (condado de Sandusky, Ohio)
Localização do Ohio nos E.U.A.
O município de Ballville (em inglês: Ballville Township) é um município localizado no condado de Sandusky no estado estadounidense de Ohio. No ano 2010 tinha uma população de 5985 habitantes e uma densidade populacional de 67,84 pessoas por km².

## Geografia
O município de Ballville encontra-se localizado nas coordenadas 41° 17′ 47″ N, 83° 07′ 53″ O. Segundo a Departamento do Censo dos Estados Unidos, o município tem uma superfície total de 88.23 km², da qual 87,1 km² correspondem a terra firme e (1,28 %) 1,13 km² é água.

## Demografia
Segundo o censo de 2010, tinha 5985 pessoas residindo no município de Ballville. A densidade de população era de 67,84 hab./km².